# مارکوس فویلنر
مارکوس فلنر (به آلمانی: Markus Feulner) متولد سال ۱۹۸۲ در شهر شسلیتس آلمان غربی است.

## باشگاه‌ها
- اس وی پتسدام
- بامبرگ
- بایرن مونیخ
- کلن
- ماینس ۰۵
- بروسیا دورتموند
- نورنبرگ

## افتخارات
- قهرمانی بوندس لیگا
- قهرمانی جام حذفی